# Inga Lindström: Hochzeit in Hardingsholm
Hochzeit in Hardingsholm ist ein deutscher Fernsehfilm von Karola Meeder aus dem Jahr 2007. Er ist Bestandteil des ZDF-Herzkino-Sonntagsfilms und der 23. Film der Inga-Lindström-Reihe nach der gleichnamigen Erzählung von Christiane Sadlo. Die Hauptrollen sind mit Alissa Jung, Florian Weber, Janin Ullmann und Tom Beck besetzt.

## Handlung
Hellen Reslow hat gerade ihre Ausbildung als Linienpilotin abgeschlossen und hilft nun ihrer besten Freundin Lara, die ein Flugzeug-Taxidienst mit Wasserflugzeugen betreibt, aus. Ihr erster Auftrag führt sie mit einem Brautkleid auf die Insel Hardingsholm, wo Lynn ihren Verlobten Erik am nächsten Tag heiraten wird. Als Hellen zum ersten Mal Erik gegenübersteht, ist sie wie vom Blitz getroffen. Der Mann ist ihr sofort sympathisch. Eriks Bruder Lars taucht unverhofft auch auf dem Anwesen auf, er war lange Zeit im Ausland und hat nichts von der Hochzeit gewusst. Er war vor langer Zeit mit Lynn zusammen, bevor er vor seinen Gefühlen geflüchtet ist. Umso überraschter ist er nun, als er erfährt, dass Lynn und Erik heiraten. Kurz bevor Hellen wieder zurückfliegen will, funkt Lara sie an und rät ihr, dort zu bleiben, wo sie ist, da es bei ihr aktuell stark gewittert und stürmt. Hellen erzählt Erik von ihrer unangenehmen Situation, er lädt sie spontan zum Polterabend ein. Am nächsten Morgen geht es Lynn nicht gut, sie muss sich dauernd übergeben. Es stellt sich heraus, dass sie und weitere Gäste eine Salmonellen-Vergiftung erlitten haben, weil sie vom Tiramisu gegessen haben. Daraufhin sagen sie die Hochzeit ab und Hellen fliegt den Pfarrer nach Hause.
Als sie wieder zurück bei Lara ist, erhält sie für den nächsten Tag gleich den nächsten Auftrag: sie soll Lars an einen einsamen See fliegen, wo er ein paar Tage fischen gehen will. Kurz danach überschlagen sich die Ereignisse: Erik erhält auf der aktuellen Baustelle seiner Firma Besuch von der Polizei, weil jemand eine Anzeige gegen ihn erstattet hat, da er scheinbar verbotenes Holzschutzmittel eingesetzt hat. Sie schließen auch seine Holzbaufirma und Erik könnte die Hilfe seines Bruders gebrauchen, der gelernter Anwalt ist. Deshalb fragt er bei Lara nach, ob sie wisse, wohin Hellen Lars geflogen hat. Lara schickt Hellen zu Erik, sie fliegt ihn zu Lars. Nachdem sie ihn auf der Insel nicht gefunden haben, wollen sie wieder ins Flugzeug einsteigen, dabei rutschen sie aus und fallen ins Wasser. Sie küssen sich spontan, in diesem Moment taucht Lars doch noch auf.
Lars kann im Moment auch nichts ausrichten, da die Beweise zu erdrückend sind. Auf dem Rückflug fliegt Hellen zufällig über die Baustelle von Erik und sieht, wie sich zwei Männer dort zu schaffen machen. Als sie kurze Zeit später bei Erik im Betrieb ist, erkennt sie einen der Männer wieder, es ist Kalle, der Vorarbeiter. Sie erzählt es Erik und der hat den Verdacht, dass es sich beim zweiten Mann um seinen Holzlieferanten Paul Warburg handeln könnte. Sie haben aber keine Ahnung, was die beiden Männer gemeinsam auf der Baustelle gemacht haben. Als Hellen wieder zurück bei Lara ist, wird sie von ihrem Freund Torsten überrascht, der kurzfristig einen Dienst als Pilot tauschen konnte und so Zeit für sie hat. Nach einem gemeinsamen Abendessen liegen sie zusammen im Bett, als Hellen klar wird, dass sie keine Gefühle mehr für ihn hat. So trennen sich die beiden.
Lynn versucht, Lars davon abzuhalten, wieder davonzulaufen. Dabei kommen sie sich näher und küssen sich. Beide merken, dass ihre Gefühle zueinander nie vorbei waren. Doch Lars geht trotzdem, Hellen soll ihn zum Flughafen fliegen. Unterwegs beobachten sie Kalle, wie er bei einem Schuppen etwas in seinen Wagen einlädt. Sie landen und entdecken, dass er die Resten des verbotenen Holzschutzmittels verschwinden lassen will. Es kommt zu einer Rangelei zwischen ihm und Lars, dabei stürzt Lars so unglücklich mit dem Kopf auf einen Stein, dass ihn Hellen sofort ins Krankenhaus fliegen muss. Sie gibt Erik Bescheid, der zusammen mit Lynn ebenfalls ins Krankenhaus kommt. Dort gestehen sich die beiden, dass sie nur Freundschaft füreinander empfinden und Erik gemerkt hat, dass Lynn immer noch in Lars verliebt ist.
Die Polizei hat in der Zwischenzeit Kalle verhaftet und findet heraus, dass er gemeinsame Sache mit Paul Warburg gemacht hat. Warbungs Firma stand kurz vor der Pleite, deshalb wollte er an die Aufträge von Torberg kommen. Kalle hat übers Internet eine Frau kennengelernt und geprahlt, wie wohlhabend er sei, deshalb ließ er sich von Warburg schmieren. Hellen will danach zurück nach Stockholm gehen, sie hat eine Anstellung als Kopilotin erhalten. Erik erwischt sie dank des Tipps von Lara gerade noch am Flughafen. Schlussendlich gibt es in Hardingsholm eine Doppelhochzeit, Hellen heiratet Erik und Lynn Lars.

## Hintergrund
Hochzeit in Hardingsholm wurde vom 3. bis zum 30. August 2007 unter dem Arbeitstitel Flug ins Glück an Schauplätzen in Schweden gedreht. Produziert wurde der Film von der Bavaria Fiction GmbH.

## Rezeption

### Einschaltquote
Die Erstausstrahlung am 4. Mai 2008 im ZDF wurde von 5,92 Millionen Zuschauern gesehen, was einem Marktanteil von 18,0 % entspricht.

### Kritiken
Die Kritiker der Fernsehzeitschrift TV Spielfilm zeigten mit dem Daumen geradeaus und fassten den Film mit den Worten „Das Übliche aus der Massenfertigung“ kurz zusammen.